# Scotland (Dakota del Sud)
Scotland és una població dels Estats Units a l'estat de Dakota del Sud. Segons el cens del 2000 tenia 891 habitants.

## Demografia
Segons el cens del 2000, Scotland tenia 891 habitants, 405 habitatges, i 249 famílies. La densitat de població era de 409,5 habitants per km².
Dels 405 habitatges en un 21,7% hi vivien nens de menys de 18 anys, en un 52,6% hi vivien parelles casades, en un 6,7% dones solteres, i en un 38,5% no eren unitats familiars. En el 36% dels habitatges hi vivien persones soles el 25,7% de les quals corresponia a persones de 65 anys o més que vivien soles. El nombre mitjà de persones vivint en cada habitatge era de 2,09 i el nombre mitjà de persones que vivien en cada família era de 2,68.
Per edats la població es repartia de la següent manera: un 20,5% tenia menys de 18 anys, un 3,6% entre 18 i 24, un 19,4% entre 25 i 44, un 20,2% de 45 a 60 i un 36,3% 65 anys o més.
L'edat mediana era de 51 anys. Per cada 100 dones de 18 o més anys hi havia 77,9 homes.
La renda mediana per habitatge era de 28.984 $ i la renda mediana per família de 34.821 $. Els homes tenien una renda mediana de 27.321 $ mentre que les dones 18.542 $. La renda per capita de la població era de 15.427 $. Entorn del 7,4% de les famílies i l'11,4% de la població estaven per davall del llindar de pobresa.

## Poblacions més properes
El següent diagrama mostra les poblacions més properes.